# Echium italicum
Echium italicum L.  es una especie perteneciente a la familia de las boragináceas.

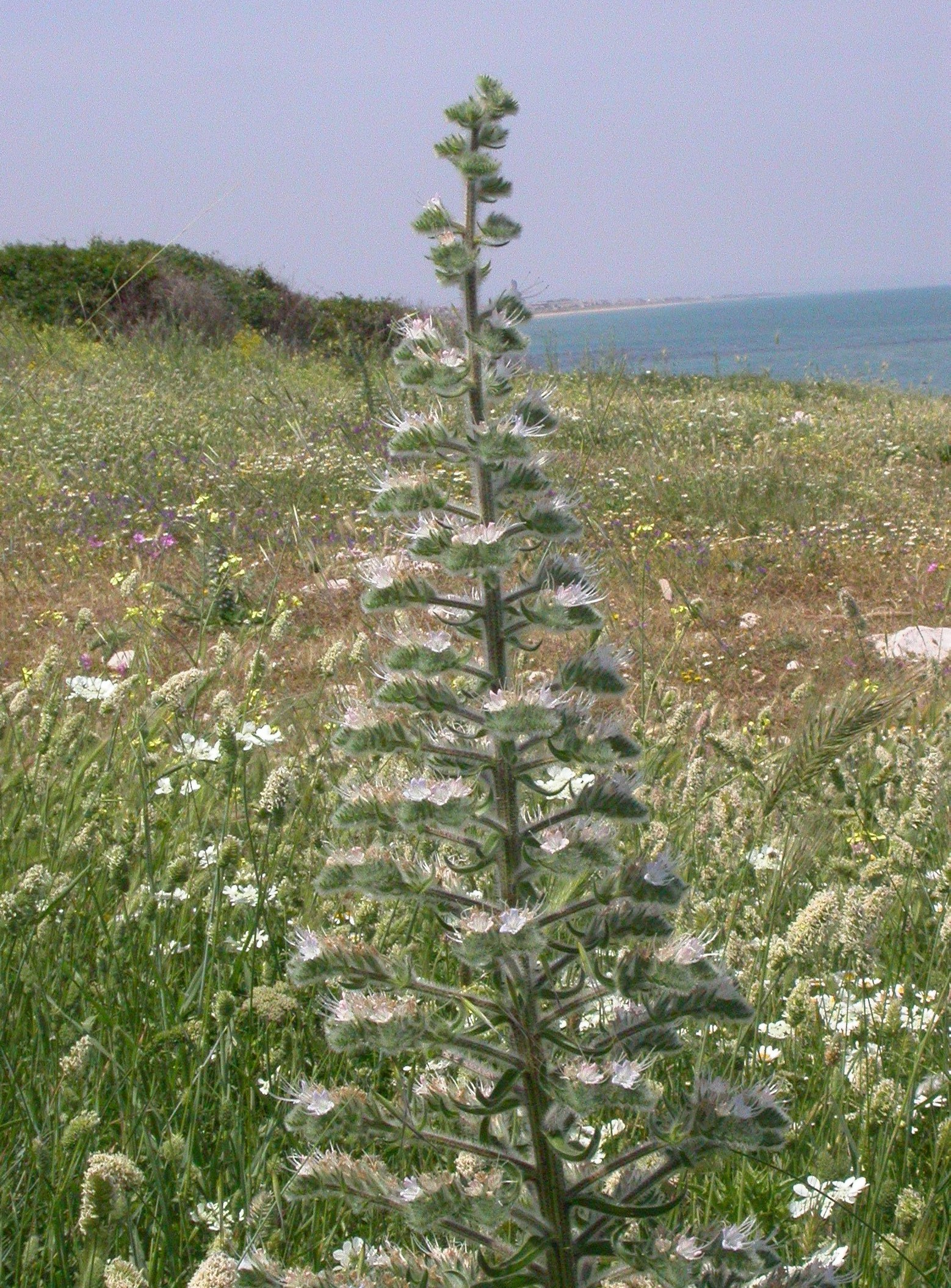
Inflorescencia

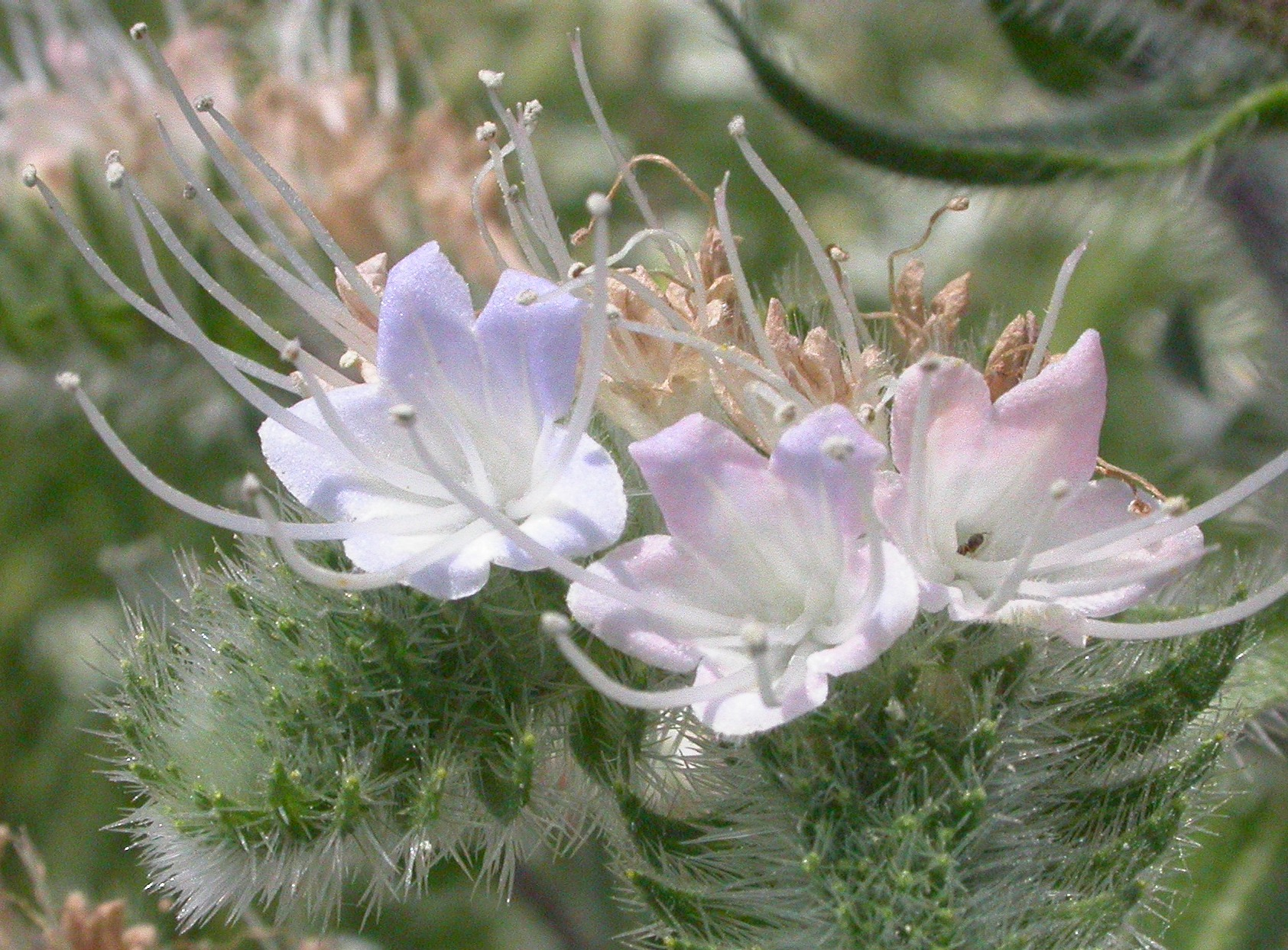
Detalle de las flores

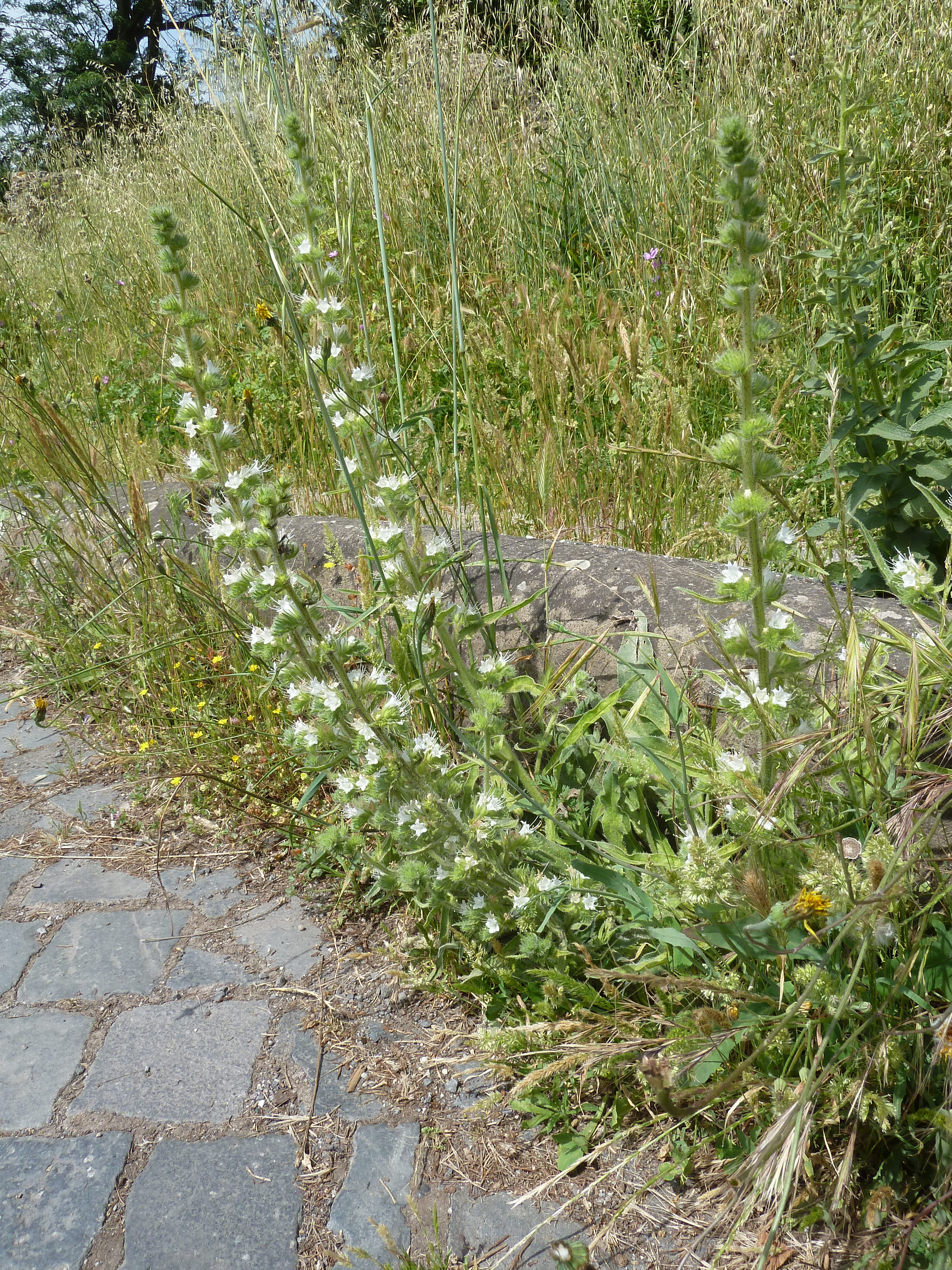
Vista de la planta

## Distribución geográfica
De lugares rocosos y herbáceos en la zona del Mediterráneo es una especie prácticamente desconocida.

## Descripción
Es una magnífica planta que alcanza los 100 - 150 cm de altura y que forma una roseta erecta espléndida densamente erizada, con hojas de color gris-verdes en forma de pirámide simétrica en las ramas horizontales con un aroma delicioso, las flores de color rosa. Se producen a partir de junio hasta octubre, es particularmente espectacular en julio. 

## Taxonomía
Echium italicum fue descrita por Carlos Linneo  y publicado en Species Plantarum 1: 139. 1753.
Citología
Número de cromosomas de Echium italicum (Fam. Boraginaceae) y táxones infraespecíficos:
2n=32
Etimología
Echium: nombre genérico que deriva del griego echium, lo que significa víbora, por la forma triangular de las semillas que recuerdan vagamente a la cabeza de una víbora.
italicum: epíteto geográfico que alude a su localización en Italia.
Variedades
La especie comprende tres subespecies:
- Echium italicum subsp. cantabricum Laínz. Endémico de la provincia de Palencia (España). Es una rara vivorera, un taxón vulnerable, localizado en las orlas herbáceas, en el entorno de los prados de siega del puerto de Piedrasluengas. El parque natural Montaña Palentina resguarda a esta subespecie. La "vivorera azul de Piedrasluengas", como se la conoce, se encuentra en el Catálogo de Flora Amenazada.[5]

- Echium italicum subsp. pyrenaicum Laínz (sin.:Echium asperrimum[6])

- Echium italicum subsp. italicum L.

Estas dos últimas subespecies son nativas de la región del Mediterráneo. En España se encuentran en Alicante, Barcelona, Gerona, Islas Baleares, Lérida y Tarragona. Se encuentran en los campos incultos, márgenes de caminos, etc. 
Son hierbas bianuales, tienen una roseta de hojas lanceoladas bastante grande, cerca de 40 cm, de largo, muy áspera al tacto. Se caracterizan sobre todo por su inflorescencia que es alta, erecta, con forma cilíndrica, está cubierta por pelos rígidos que pinchan; las flores son blancas de 1 cm de largo aproximadamente. La subespecie pyrenaicum se diferencia porque tiene una inflorescencia más o menos cónica y tiene flores rosadas. Cuando están en flor las inflorescencias sobresalen entre el resto de hierbas de los campos, por lo que son muy fáciles de reconocer. Florecen en el mes de mayo y junio.
Sinonimia
- Echium altissimum Jacq.
- Echium balearicum Porta
- Echium collinum Salisb.
- Echium elongatum Lam.
- Echium glomeratum Ledeb.
- Echium italicum var. balearicum (Porta & Rigo) O.Bolòs & Vigo
- Echium linearifolium Moench
- Echium luteum Lapeyr.
- Echium pyramidale Lapeyr.
- Echium pyramidatum A.DC.
- Echium pyrenaicum L.
- Echium ramosum Gaterau
- Echium strictissimum Schur
- Isoplesion italicum Raf.
- Isoplesion pyrenaicum Raf.[8]

## Nombre común
Popularmente se las conoce como "lengua arábiga", "lengua de buey salvaje", "viborera", "viborera italiana".